# Alice Catherine Evans

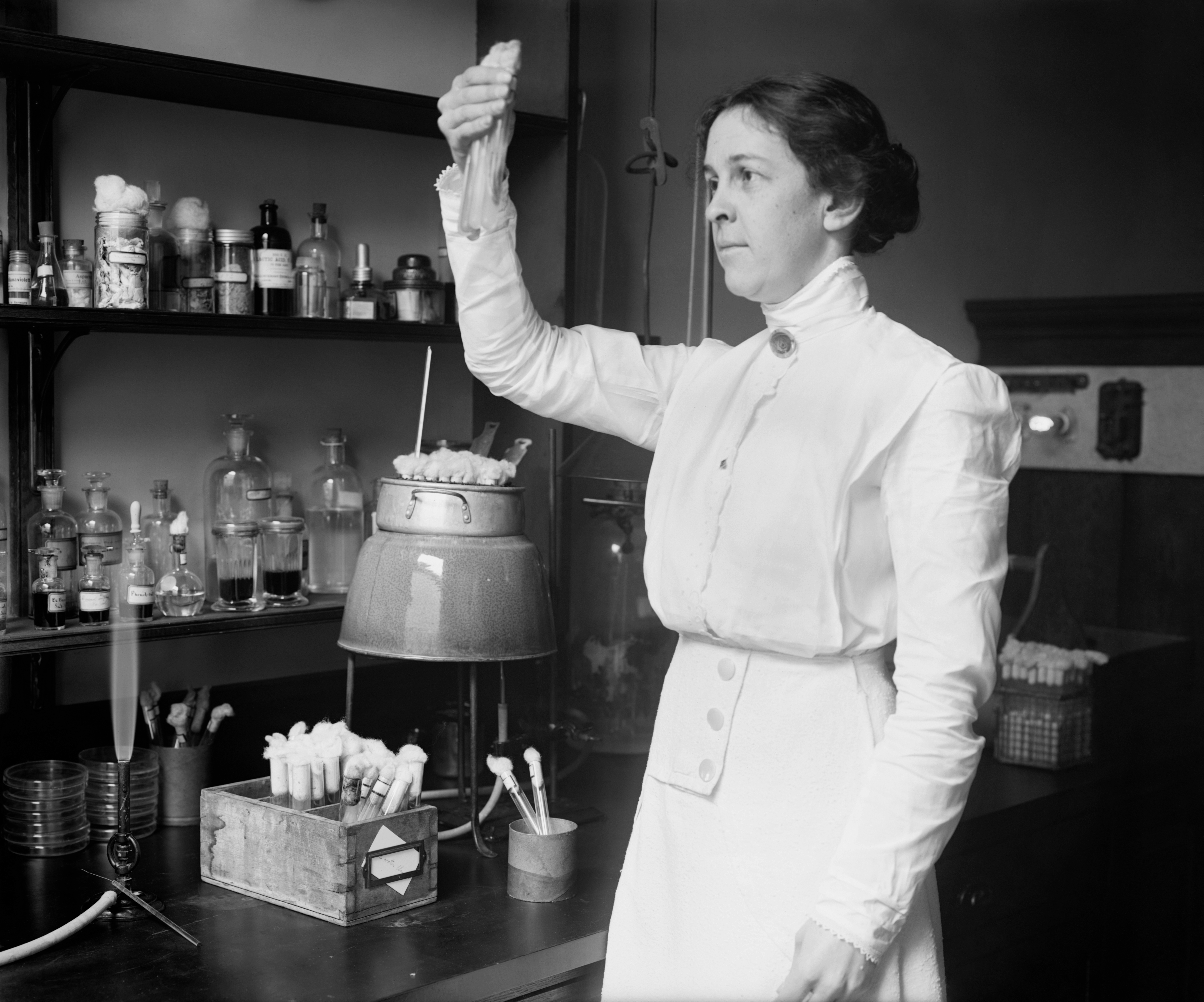
Alice Catherine Evans, etwa 1915

Alice Catherine Evans (geboren am 29. Januar 1881 in Neath, Pennsylvania; gestorben am 5. September 1975 in Alexandria, Virginia) war eine amerikanische Mikrobiologin. Sie war Wissenschaftlerin am US-Landwirtschaftsministerium (USDA) und untersuchte die Bakteriologie in Milch und Käse. Später zeigte sie, dass die Bakterien Bacillus abortus die Brucellose, auch bekannt als undulierendes Fieber oder Maltafieber, bei Rindern und Menschen verursacht.

## Leben und Werk
Evans wurde auf einer Farm in Neath, Bradford County, Pennsylvania, als Tochter von William Howell Evans, einem Landwirt und Sachverständigen, und seiner Frau Anne B. Evans, einer Lehrerin, geboren. Als Evans fünf und sechs Jahre alt war, wurde sie zu Hause von ihren Eltern unterrichtet und besuchte eine Einzimmer-Schule in Neath, wo sie hervorragende Noten erhielt. Im Jahr 1886 überlebte Evans Scharlach, ebenso wie ihr Bruder Morgan.
Sie besuchte das Susquehanna Collegiate Institute in Towanda, wo sie in einer Frauen-Basketball-Mannschaft spielte und später Lehrerin wurde. In ihren Memoiren schreibt sie, dass sie Lehrerin wurde, weil es der einzige Beruf war, der Frauen offenstand, aber sie fand es langweilig. Nach vier Jahren Unterricht nahm sie kostenlose Kurse, die den Landlehrern an der Cornell University angeboten wurden. Nach dem Erhalt eines Stipendiums erwarb sie 1909 einen Bachelor of Science in Bakteriologie von der Cornell University und war die erste Frau, die ein Bakteriologiestipendium von der University of Wisconsin-Madison erhielt, wo sie im folgenden Jahr ihren Master of Science erwarb.
Evans wurde eine Position in der Abteilung für Milchprodukte des Bureau of Animal Industry beim United States Department of Agriculture (USDA) in Madison, Wisconsin, angeboten. Sie nahm das Angebot an und arbeitete dort drei Jahre lang an der Verfeinerung des Prozesses der Herstellung von Käse und Butter für einen verbesserten Geschmack und an der Untersuchung der Ursachen bakterieller Kontamination in Milchprodukten. Sie war damit die erste Wissenschaftlerin, die eine feste Anstellung als Bakteriologin des USDA hatte und als Beamtin war sie gesetzlich versichert.
Sie interessierte sich für die Krankheit Brucellose und ihre Beziehung zu frischer, nicht pasteurisierter Milch. Alice's Untersuchung konzentrierte sich auf den Organismus Bacillus abortus (heute Brucella abortus und verwandte Brucella-Arten), der bekanntermaßen Fehlgeburten bei Tieren verursacht. Evans erfuhr, dass die Bakterien sowohl bei infizierten Kühen als auch bei Tieren, die gesund erschienen, gedeiht. Die Berichte gingen davon aus, dass, da die Bakterien in der Kuhmilch gefunden wurden, eine Bedrohung für die menschliche Gesundheit wahrscheinlich war. Evans entschied sich, dies zu untersuchen; sie fragte sich, ob die Krankheit bei Kühen die Ursache für unzulässiges Fieber beim Menschen sein könnte. Sie berichtete ihre Ergebnisse 1917 an die Society of American Bacteriologists und veröffentlichte ihre Arbeiten 1918 in der Zeitschrift Journal of Infectious Diseases. Sie warnte davor, dass Rohmilch unpasteurisiert getrunken wird, um die Menschen vor verschiedenen Krankheiten zu schützen und wurde mit Skepsis konfrontiert, vor allem, weil sie eine Frau war und keinen Doktor hatte.

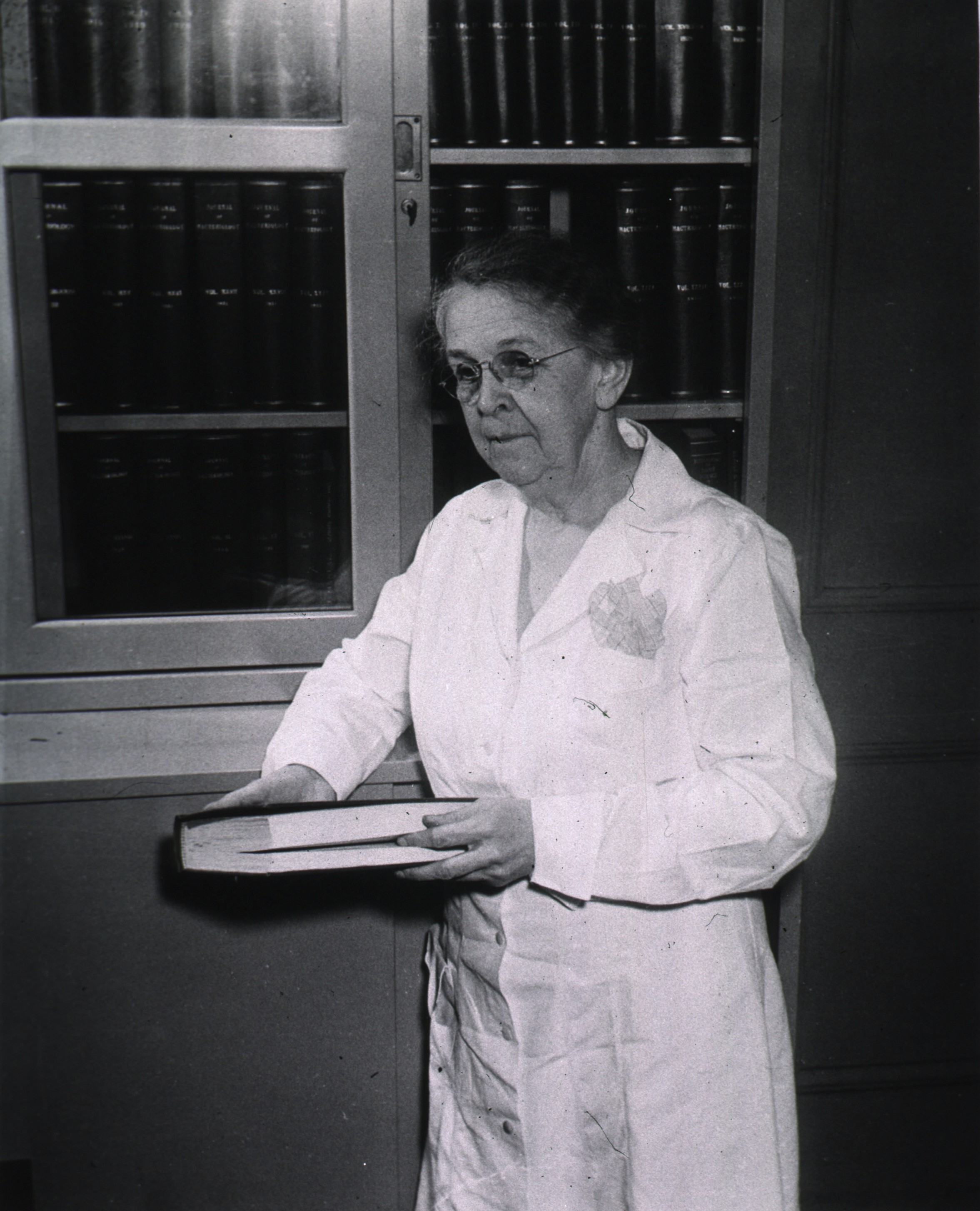
Alice C. Evans, 1945

In den 1920er Jahren kamen Wissenschaftler auf der ganzen Welt jedoch auf die gleichen Ergebnisse, und schließlich wurde die Infektion mit Brucella als die Krankheit bestätigt, die das auslöste, was als undulierendes Fieber und Maltafieber bekannt war. Ihre Ergebnisse führten 1930 zur regelmäßigen Pasteurisierung von Milch und in der Folge wurde die Häufigkeit von Brucellose in den Vereinigten Staaten signifikant reduziert.
Evans trat 1918 dem United States Public Health Service bei, wo sie zum Bereich der Infektionskrankheiten beitrug und in den Hygienelabors der Abteilung an den epidemischen Krankheiten Meningitis und Influenza arbeitete. Dort wurde sie 1922 selbst mit dem damals nicht heilbaren undulierenden Fieber infiziert, was ihre Gesundheit 20 Jahre lang beeinträchtigte. Sie zog sich 1945 offiziell zurück, arbeitete aber weiterhin an ihren Themen. Nach ihrer Pensionierung wurde sie eine beliebte Rednerin, vor allem bei Frauengruppen. Sie hielt Vorträge vor Frauen über Karriereentwicklung und wissenschaftliche Karrieren. 1969 spendete sie eine Sammlung ihrer Schriften an die National Library of Medicine. Im Alter von 94 Jahren erlitt sie einen Schlaganfall und starb am 5. September 1975. Auf ihrem Grabstein steht: „The gentle hunter, having pursued and tamed her quarry, crossed over to a new home.“

## Auszeichnungen und Ehrungen
- Erste Frau als Präsidentin der Society of American Bacteriologists, gewählt 1928[10]
- Ehrentitel der Medizin des Woman's Medical College of Pennsylvania, 1934
- Ehrendoktorwürde der University of Wisconsin–Madison und des Wilson College, 1936
- Ehrenpräsidentin des Inter-American Committee on Brucellosis, 1945–57
- Ehrenmitgliedschaft der American Society for Microbiology, 1975
- Aufnahme in die National Women's Hall of Fame, 1993

## Belege
1. 1 2 3  R. R. Colwell: Alice C. Evans: breaking barriers. In: The Yale Journal of Biology and Medicine. 72. Jahrgang, Nr. 5, 1999, ISSN 0044-0086, S. 349–356, PMID 11049166, PMC 2579030 (freier Volltext) – (englisch).
2. ↑  Evans, Alice Catherine (1881-1975), microbiologist | American National Biography. In: American National Biography. doi:10.1093/anb/9780198606697.article.1300503 (englisch, anb.org).
3. 1 2 3 4  Kim Zach: Hidden from History: The Lives of Eight American Women Scientists. Avisson Pr Inc, 2002 (englisch).
4. ↑  Alice C Evans: Memoirs. In: NIH Office of History. National Institutes of Health Office of History, archiviert vom Original am 15. Dezember 2017; abgerufen am 14. Dezember 2017 (englisch).  Info: Der Archivlink wurde automatisch eingesetzt und noch nicht geprüft. Bitte prüfe Original- und Archivlink gemäß Anleitung und entferne dann diesen Hinweis.
5. ↑  "Alice Evans" Education & Resources. National Women's History Museum, 15 Dec. 2005. Web.
6. ↑  Laura Lynn Windsor: Women in Medicine: An Encyclopedia. ABC-CLIO, 2002, ISBN 978-1-57607-392-6 (englisch, google.com).
7. ↑  Parascandola, John L. "Alice Catherine Evans (1881-1975)" Journal of Public Health Policy. Vol. 22, No. 1 (2001), pp. 105- 111. Palgrave Macmillan Journals
8. ↑   Meet Alice Catherine Evans... She's Why Our Milk Is Safe To Drink (Memento des Originals vom 17. Dezember 2019 im Internet Archive) In: Women You Should Know®, 4. März 2014. Abgerufen am 6. Oktober 2018 (amerikanisches Englisch).  Info: Der Archivlink wurde automatisch eingesetzt und noch nicht geprüft. Bitte prüfe Original- und Archivlink gemäß Anleitung und entferne dann diesen Hinweis.
9. ↑  Alice C. Evans Papers 1923-1975. National Library of Medicine (englisch).
10. ↑  Medicine:Bacteriologists. In: Time. 9. Januar 1928 (englisch, time.com [abgerufen am 26. November 2009]).